# Adam Barteld
Johann Adam Heinrich Barteld (* 1. Dezember 1876 in Halle (Westf.); † 6. April 1963 in Bielefeld) war ein deutscher Postbeamter und Politiker (DDP, DStP).

## Leben
Adam Barteld wurde als Sohn eines Hofbesitzers geboren. Nach dem Besuch der Volksschule und der Schumannschen Privatschule in Hannover trat er 1894 als Postgehilfe in den Verwaltungsdienst der Reichspost ein. Er wurde 1898 Postassessor, 1907 Postsekretär, 1917 Oberpostsekretär, 1920 Postinspektor, 1925 Oberpostinspektor und 1929 Postamtmann. Außerdem hat er als Soldat am Ersten Weltkrieg teilgenommen und wurde mit dem Eisernen Kreuz II. Klasse ausgezeichnet.
Barteld war von 1918 bis 1919 Mitglied des provisorischen Hauptvorstandes und von 1919 bis 1922 sowie erneut von 1925 bis 1930 Mitglied des Parteiausschusses der Deutschen Demokratischen Partei. Vom 29. September 1919 bis 1921 war er als Ersatzmann für Rudolf Otto Mitglied der Preußischen Landesversammlung. Von 1921 bis 1932 war er Mitglied des Preußischen Landtages (seit 1930 als Abgeordneter der Fraktion Deutsche Staatspartei). Im Parlament vertrat er den Wahlkreis 16 (Süd-Hannover).
Barteld zog im Dezember 1930 nach Bielefeld. 1954 trat er als Oberpostamtmann in den Ruhestand.
Adam Barteld war seit 1912 mit Martha Golze verheiratet.